# Інженерна вулиця (Київ, Голосіївський район)
Інжене́рна ву́лиця — вулиця в Голосіївському районі міста Києва, місцевість Нижня Теличка. Пролягає від Наддніпрянського шосе і Промислової вулиці до вулиці Будіндустрії.

## Історія
Вулиця виникла в 50-ті роки XX століття під назвою Нова. Сучасна назва — з 1958 року.